# Pseudanthessius brevicauda
Pseudanthessius brevicauda is een eenoogkreeftjessoort uit de familie van de Pseudanthessiidae. De wetenschappelijke naam van de soort is voor het eerst geldig gepubliceerd in 1967 door Ummerkutty.